# Samoa na Letnich Igrzyskach Olimpijskich 2016
Samoa na Letnich Igrzyskach Olimpijskich 2016 w Rio de Janeiro, reprezentowało 8 zawodników. Był to 9. start reprezentacji Samoa na letnich igrzyskach olimpijskich.

## Reprezentanci

### Judo
| Zawodnik  | Konkurencja      | 1/16                        | 1/8              | Ćwierćfinały     | Półfinały        | Repasaż 1        | Repasaż 2        | Repasaż 3        | Finał            |
| Zawodnik  | Konkurencja      | Przeciwnik Wynik            | Przeciwnik Wynik | Przeciwnik Wynik | Przeciwnik Wynik | Przeciwnik Wynik | Przeciwnik Wynik | Przeciwnik Wynik | Przeciwnik Wynik |
| --------- | ---------------- | --------------------------- | ---------------- | ---------------- | ---------------- | ---------------- | ---------------- | ---------------- | ---------------- |
| Derek Sua | -100 kg mężczyzn | Abdulla Tangriyev P 000-100 | NQ               | NQ               | NQ               | NQ               | NQ               | NQ               | NQ               |

### Kajakarstwo

#### Kajakarstwo klasyczne
| Zawodnik    | Konkurencja      | Eliminacje | Eliminacje | Półfinały | Półfinały | Finał A/B | Finał A/B |
| Zawodnik    | Konkurencja      | Czas       | Pozycja    | Czas      | Pozycja   | Czas      | Pozycja   |
| ----------- | ---------------- | ---------- | ---------- | --------- | --------- | --------- | --------- |
| Anne Cairns | K-1 200 m kobiet | 43,652     | 7.         | NQ        | NQ        | NQ        | NQ        |
| Anne Cairns | K-1 500 m kobiet | 2:01,885   | 7.         | NQ        | NQ        | NQ        | NQ        |

### Lekkoatletyka
Konkurencje biegowe
| Zawodnik      | Konkurencja            | Runda 1  | Runda 1 | Runda 2  | Runda 2 | Półfinał | Półfinał | Finał    | Finał   |
| Zawodnik      | Konkurencja            | Rezultat | Pozycja | Rezultat | Pozycja | Rezultat | Pozycja  | Rezultat | Pozycja |
| ------------- | ---------------------- | -------- | ------- | -------- | ------- | -------- | -------- | -------- | ------- |
| Jeremy Dodson | Bieg na 200 m mężczyzn | 20,51    | 5.      | NQ       | NQ      | NQ       | NQ       | NQ       | NQ      |

Konkurencje techniczne
| Zawodnik  | Konkurencja           | Runda 1  | Runda 1 | Runda 2  | Runda 2 | Półfinał | Półfinał | Finał    | Finał   |
| Zawodnik  | Konkurencja           | Rezultat | Pozycja | Rezultat | Pozycja | Rezultat | Pozycja  | Rezultat | Pozycja |
| --------- | --------------------- | -------- | ------- | -------- | ------- | -------- | -------- | -------- | ------- |
| Alex Rose | Rzut dyskiem mężczyzn | 57,24    | 29.     | NQ       | NQ      | NQ       | NQ       | NQ       | NQ      |

### Pływanie
| Zawodnik         | Konkurencja                  | Eliminacje | Eliminacje | Półfinał | Półfinał | Finał | Finał   |
| Zawodnik         | Konkurencja                  | Czas       | Miejsce    | Czas     | Miejsce  | Czas  | Miejsce |
| ---------------- | ---------------------------- | ---------- | ---------- | -------- | -------- | ----- | ------- |
| Brandon Schuster | 200 m st. dowolnym mężczyzn  | 1:57,72    | 46.        | NQ       | NQ       | NQ    | NQ      |
| Evelina Afoa     | 100 m st. grzbietowym kobiet | 1:08,74    | 32.        | NQ       | NQ       | NQ    | NQ      |

### Podnoszenie ciężarów
| Zawodnik           | Konkurencja | Rwanie | Rwanie  | Podrzut | Podrzut | Razem | Pozycja |
| Zawodnik           | Konkurencja | Wynik  | Pozycja | Wynik   | Pozycja | Razem | Pozycja |
| ------------------ | ----------- | ------ | ------- | ------- | ------- | ----- | ------- |
| Vaipava Nevo Ioane | -62 kg (m)  | 120    | =10.    | 161     | =6.     | 281   | 8.      |
| Mary Opeloge       | -75 kg (k)  | 100    | 9.      | 118     | 11.     | 218   | 11.     |